# Lucia Guzzardi
Lucia Guzzardi (Palermo, 1927) è un'attrice italiana.

## Biografia
Nata e cresciuta a Palermo, è un'attrice caratterista attiva, seppur in maniera altalenante, sin dalla seconda metà degli anni quaranta, specializzata nel ruolo della tipica donna siciliana.
Si è dedicata saltuariamente anche al doppiaggio, prestando la propria voce a Claudia Cardinale ne I soliti ignoti e nel séguito Audace colpo dei soliti ignoti.
Intorno alla metà degli anni novanta, la sua attività recitativa diviene via via sempre più consistente, essendo riuscita a prender parte a diverse pellicole di successo, pur non discostandosi troppo dalla sua caratterizzazione tipica della donna sicula.

## Filmografia

### Cinema
- Quei pochi giorni d'estate, regia di Lorenzo Artale (1964)
- Una sporca guerra, regia di Dino Tavella (1965)
- Uomini uomini uomini, regia di Christian De Sica (1995)
- Un paradiso di bugie, regia di Stefania Casini (1997)
- Il fantasma dell'Opera, regia di Dario Argento (1998)
- La fame e la sete, regia di Antonio Albanese (1999)
- La leggenda di Al, John e Jack, regia di Massimo Venier, Aldo, Giovanni e Giacomo (2002)
- Indovina chi sposa mia figlia!, regia di Neele Vollmar (2009)
- Mangia prega ama, regia di Ryan Murphy (2010)
- Manuale d'amore 3, regia di Giovanni Veronesi (2011)
- Come non detto, regia di Ivan Silvestrini (2012)
- All'ultima spiaggia, regia di Gianluca Ansanelli (2012)
- Ci vediamo domani, regia di Andrea Zaccariello (2013)
- Andiamo a quel paese, regia di Ficarra e Picone (2014)
- Vacanze ai Caraibi, regia di Neri Parenti (2015)
- Zoolander 2, regia di Ben Stiller (2016)
- Forever Young, regia di Fausto Brizzi (2016)
- La coppia dei campioni, regia di Giulio Base (2016)
- Tonno spiaggiato, regia di Matteo Martinez (2018)
- Niente di serio, regia di Laszlo Barbo (2018)
- Lasciarsi un giorno a Roma, regia di Edoardo Leo (2022)
- Lo sposo indeciso che non poteva o forse non voleva più uscire dal bagno, regia di Giorgio Amato (2023)
- Rido perché ti amo, regia di Paolo Ruffini (2023)

### Televisione
- Giallo club - Invito al poliziesco – serie TV, episodio 1x03 (1959)
- Cagliostro, regia di Gilberto Tofano – film TV (1961)
- Giosafatte Talarico, regia di Gilberto Tofano – film TV (1961)
- Una volta nella vita, regia di Mario Landi – film TV (1963)
- Il picciotto, regia di Alberto Negrin – film TV (1973)
- Don Giovanni in Sicilia, regia di Guglielmo Morandi – miniserie TV (1977)
- Una donna, regia di Gianni Bongioanni – miniserie TV (1977)
- Classe di ferro – serie TV, 2x08 (1991)
- Quelli della speciale, regia di Bruno Corbucci – miniserie TV (1993)
- Doppio segreto, regia di Marcello Cesena – miniserie TV (1998)
- Commesse – serie TV, episodi 1x02-1x03 (1999)
- Provaci ancora prof! – serie TV, episodio 1x02 (2005)
- Ricomincio da me, regia di Rossella Izzo – miniserie TV (2005)
- R.I.S. - Delitti imperfetti – serie TV, episodio 2x12 (2006)
- L'onore e il rispetto - Parte seconda – serie TV (2009)
- Al di là del lago – serie TV (2011)
- Il giovane Montalbano – serie TV, episodio 1x02 (2012)
- Mozart in the Jungle – serie TV, episodi 3x01-3x02 (2016)
- Don Matteo – serie TV, episodio 12x08 (2020)

### Cortometraggi
- Apocrifi sul caso Crowley, regia di Ferdinando Vincentini Orgnani (1994)
- Storia triste di un pugile scemo, regia di Paolo Strippoli (2018)

### Prosa televisiva Rai
- La coda della volpe di Alfio Berretta e di Vittorio Tocci, regia di Enrico Colosimo, trasmessa il 19 agosto 1960 sul Programma Nazionale.

## Doppiaggio
- Claudia Cardinale ne I soliti ignoti e in Audace colpo dei soliti ignoti
- Paola Biggio in Sedotta e abbandonata
- Rosalia Maggio ne I due toreri
- Franco Franchi in 002 Operazione Luna
- Barbara Pilavin ne Il viaggio